# Pelageja Fjodorowna Schain
| Entdeckte Asteroiden: 19 | Entdeckte Asteroiden: 19 |
| ------------------------ | ------------------------ |
| (1112) Polonia           | 15. August 1928          |
| (1113) Katja             | 15. August 1928          |
| (1120) Cannonia          | 11. September 1928       |
| (1121) Natascha          | 11. September 1928       |
| (1369) Ostanina          | 27. August 1935          |
| (1387) Kama              | 27. August 1935          |
| (1390) Abastumani        | 3. Oktober 1935          |
| (1475) Yalta             | 21. September 1935       |
| (1610) Mirnaya           | 11. September 1928       |
| (1648) Shajna            | 5. September 1935        |
| (1654) Bojeva            | 8. Oktober 1931          |
| (1735) ITA               | 10. September 1948       |
| (1954) Kukarkin          | 15. August 1952          |
| (1987) Kaplan            | 11. September 1952       |
| (2108) Otto Schmidt      | 4. Oktober 1948          |
| (2445) Blazhko           | 3. Oktober 1935          |
| (3080) Moisseiev         | 3. Oktober 1935          |
| (3958) Komendantov       | 10. Oktober 1953         |
| (5533) Bagrov            | 21. September 1935       |

Pelageja Fjodorowna Schain (russisch Пелагея Фёдоровна Шайн, geborene Sannikova (Санникова), * 10. Septemberjul. / 22. September 1894greg.; † 27. August 1956 in Moskau) war eine sowjetische Astronomin.
Schain war die Ehefrau von Grigori Abramowitsch Schain (Григорий Абрамович Шайн), der ebenfalls russischer Astronom war.
Schain war Mitentdeckerin des periodischen Kometen 61P/Shajn-Schaldach. Allerdings wurde der nichtperiodische Komet C/1925 F1 (Shajn-Comas Solá), auch als Komet 1925 VI oder Komet 1925a bekannt, von ihrem Mann entdeckt.
Sie entdeckte zahlreiche Asteroiden und etwa 150 veränderliche Sterne.
Der Asteroid (1190) Pelagia ist nach ihr benannt.